# Séquence de rêve
La séquence de rêve est une technique utilisée dans le storytelling, en particulier à la télévision et au cinéma, pour séparer un bref intermède de l'histoire principale. L'intermède peut consister en un flashback, un flashforward, un fantasme, une vision, un rêve ou un autre élément.

## Objectifs
Communément, les séquences de rêve apparaissent dans de nombreux films pour éclairer le processus psychique du personnage rêveur ou donner au public un regard sur le passé du personnage. Par exemple, dans Pee-Wee Big Adventure, le but des rêves de Pee-wee est d'informer le spectateur de ses angoisses et craintes après avoir perdu son vélo. D'autres fois, l'action majeure se déroule en rêve, permettant au cinéaste d'explorer des possibilités infinies, comme le montre Michel Gondry dans La Science des rêves. Le psychologue de Harvard Deirdre Barrett note dans son livre The Committee of Sleep que, tandis que le contenu principal des séquences de rêve est déterminé par l'intrigue générale du film, les détails visuels reflètent souvent l'expérience individuelle du rêve du scénariste ou du réalisateur. Pour le film La Maison du docteur Edwardes (Spellbound) de Hitchcock, Salvador Dalí a conçu des ensembles fortement inclinés inspirés de son propre espace de rêve. Ingmar Bergman a allumé des séquences de rêve dans plusieurs films avec une forte lueur qui reflète ses propres cauchemars, et Orson Welles a conçu une scène de Le Procès (The Trial) pour refléter la façon dont l'architecture a constamment changé dans ses rêves.
Les films présentent généralement des rêves comme un espace visuellement accessible ou objectivement observé, un environnement discret dans lequel les personnages existent et interagissent comme ils le font dans le monde plutôt que de se limiter au point de vue subjectif, un rêve est normalement vécu dans la vie réelle. De cette façon, les films réussissent à présenter un monde rêvé cohérent avec la réalité diégétique du film. Par la transition de l'un à l'autre, un film établit non seulement les limites mais les résonances entre les deux mondes. Ces résonances peuvent révéler les observations ou désirs subjectifs d'un personnage sans s'écarter du point de vue objectif du narrateur, caméra ou réalisateur avec lequel certains théoriciens — comme Christian Metz — croient que le spectateur s'identifie.
Il est également possible d'expliquer rétroactivement les éléments de l'intrigue passée comme une séquence de rêve pour maintenir une continuité plausible dans la fiction continue, comme une série télévisée. Tel était le cas de Dallas, où Bobby Ewing, l'un des personnages les plus populaires de la série avait été tué ; quand les scénaristes décident de remettre Bobby en scène, le premier épisode de la dixième saison (Retour à Camelot) révèle que les événements entre la mort de Bobby et la fin de la saison neuf faisaient partie d'un cauchemar de sa femme.

## Histoire

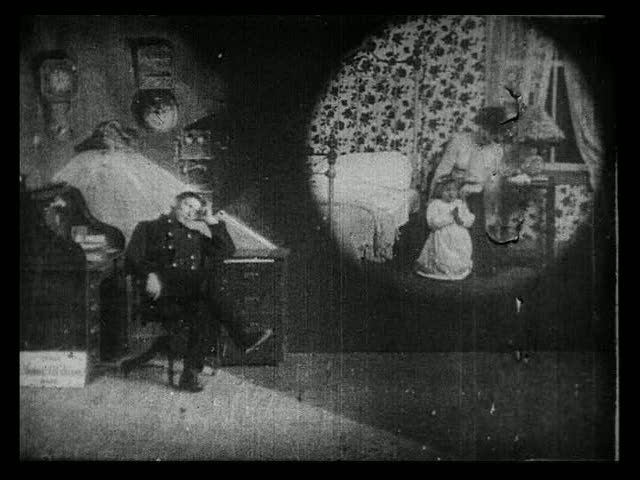
Une séquence de rêve dans Life of an American Fireman (1903).

La séquence de rêve racontée par Atossa au début de la tragédie athénienne d'Eschyle, Les Perses (472 AEC), est l'une des premières dans l'histoire du théâtre européen. La première séquence de rêve dans un film est plus contestée. Le critique de cinéma Bob Mondello affirme que le premier film célèbre avec une séquence de rêve fut le Sherlock Junior de Buster Keaton (1924). Avant cela, Leslie Halpern affirme que la séquence de rêve la plus lointaine est dans Life of an American Fireman (1903) de Edwin S. Porter. Avant cela, James Walters note que  G. A. Smith fait utilisation d'une séquence de rêve dans Let Me Dream Again (1900), mais il est prudent de noter la précarité de réclamer un film le premier à présenter une séquence de rêve compte tenu du développement transnational rapide du cinéma dans ses premières années et que tant de films de l'époque sont perdus.
Walters retrace la technique de la séquence de rêve consistant à révéler une chose comme étant une autre (révélant ce que le public pensait être un rêve pour être la réalité), retour aux spectacles de lanternes magiques comportant des diapositives "glissantes" dans lesquelles certaines diapositives de lanternes, par exemple, comporteraient deux feuilles de verre avec des images différentes peintes sur chacune, par exemple un cocon et un papillon. La première feuille est projetée, puis la seconde glisse dessus pour révéler un changement, comme un papillon qui émerge d'un cocon. Les séquences de rêve sont devenues très populaires dans la première période du cinéma à la suite de ce changement de format de phase. Parallèlement à cette technique, une séquence de rêve qui est introduite par un personnage s'endormant puis entrant dans la séquence de rêve est également devenue populaire via des films tels que Rêve d'un fondu de fondue (Dream of a Rarebit Fiend, 1906) d'Edwin S. Porter et Wallace McCutcheon. Ce qui est important, c'est que ces films ont créé un modèle pour des séquences de rêve dans lequel les pensées internes d'un personnage ne sont pas représentées subjectivement (du point de vue du personnage), mais à partir d'un angle de caméra objectif qui donne au public l'impression moins d'un personnage qui a un rêve que d'être transporté avec le personnage à un monde rêvé dans lequel les actions du personnage sont capturées par la caméra de la même manière que les vrais mondes.